# Michael Hartenbeck den yngre
Michael Hartenbeck den yngre, född 1646 i Västerås församling, död 17 februari 1698 i Simtuna församling, var en svensk domkyrkoorganist från 1669 i Västerås församling. Han är troligtvis identisk med organisten Hartenbeck i Björskogs församling.

## Biografi
Michael Hartenbeck döptes 5 juli 1646 i Västerås församling. Han var son till domkyrkoorganisten Michael Hartenbeck den äldre. Hartenbeck efterträdde sin måg Hans Hartenbeck den yngre som domkyrkoorganist i Västerås församling. Mellan åren 1671–1676 var han organist i Björskogs församling. Han blev 1680 organist i Simtuna församling och stannade där till 1689. Han avled 17 februari 1698 i Simtuna församling.